# Pietro Ichino
Pietro Ichino (prononcé Ikino, né le 29 mars 1949 à Milan) est un homme politique italien. 

## Biographie
Longtemps membre du Parti communiste italien, Pietro Ichino est considéré comme l'un des principaux inspirateurs voire rédacteur de l'agenda Monti pour l'Italie. C'est pour adhérer à cette coalition qu'il quitte le Parti démocrate en décembre 2012.
De plus, il est également l'arrière-petit-fils de l'industriel juif Pellegrino Pontecorvo.